# PhpBB
phpBB è uno tra i più popolari sistemi liberi per la gestione di forum scritti mediante il linguaggio di programmazione PHP: il nome è un'abbreviazione di PHP Bulletin Board.
Alcuni tra i punti di forza del software sono:
- Un sistema di gestione della grafica che permette una facile personalizzazione.
- Supporto multilingua: 54 traduzioni (dati del 2023).
- Compatibilità con vari sistemi di gestione di dati inclusi MySQL, MySQLi, PostgreSQL, Microsoft SQL Server, Microsoft Access (fino a phpBB2), Oracle, Firebird (fino a phpBB 3.0), SQLite.
- Ampia comunità di utenti multilingua e siti che offrono supporto e materiale per la personalizzazione.

Il punto debole è invece una generale pesantezza della piattaforma, specie se paragonata ad altri sistemi come FluxBB, MyBB o PunBB.

## Storia
phpBB nasce dalla mente di James Atkinson come una semplice bulletin board per il sito web della moglie il 17 giugno del 2000. Nathan Codding e John Abela (successivamente usciti dal progetto) si uniscono quando la piattaforma entra a far parte del network SourceForge CVS. Una pre pubblicazione pienamente funzionante viene pubblicata il 1º luglio dello stesso anno.

### phpBB1
phpBB 1.0.0 vede la luce il 9 dicembre 2000, con un successivo miglioramento nel codice e l'inserimento di nuove funzioni. L'ultima versione della linea 1.x è invece la 1.4.4, lanciata il 6 novembre 2001. Durante la vita della serie 1.x, Bart van Bragt, Paul S. Owen (il primo co-manager del progetto), Johnathan Haase (successivamente uscito dal progetto) e Frank Feingold entrano nel gruppo di lavoro.

### phpBB2
phpBB2 parte il 17 febbraio 2001. Doug Kelly (successivamente uscito dal progetto) entra nel gruppo poco dopo. Dopo un anno di sviluppo e test intensivi, la versione 2 di phpBB, soprannominata Super sporca ((EN)  Super Furry) a causa del codice di scadente qualità, viene lanciato il 4 aprile 2002.
Nel dicembre 2004, un grande numero di siti web vengono violati e modificati da Santy, un worm che, sfruttando una vulnerabilità delle versioni non aggiornate di phpBB, sovrascriveva il codice PHP con pagine HTML.
L'ultima versione è la 2.0.23, lanciata il 17 febbraio 2008. Le ultime versioni della linea 2.0.x iniziano a richiedere l'utilizzo di PHP versione 4.0.3. Il supporto è terminato il 1º gennaio 2009.

### phpBB 3.0
La terza versione di phpBB, nome in codice Olympus, viene pubblicata il 13 dicembre 2007.
Partita come versione 2.2, addirittura nel 2002, vede un cambio di nome nel 2005, quando l'allora capo del team di sviluppo psoTFX si accorge della mancanza di compatibilità tra le modifiche per la versione 2.0.x e il nuovo codice. Di qui l'annuncio del nuovo nome in codice (Olympus) e del nuovo numero di versione (3.0).
La prima beta vede la luce solo a metà 2006, con il template subSilver2 (evoluzione del subSilver presente in phpBB2) e l'avvertenza che nessun supporto sarebbe stato dato per successivi aggiornamenti dalle versioni beta. Il primo convertitore da phpBB 2.0.x a phpBB Olympus viene distribuito insieme alla beta5.
Il nuovo template grafico Prosilver, validato XHTML, viene mostrato su phpBB.com il 19 marzo 2007, dopo circa una settimana di seri problemi al sito web.
Il software viene sottoposto a un security audit, terminato nell'ottobre 2007, durante il quale vengono riscontrate alcune "preoccupazioni", non critiche, ma che sono comunque state corrette con la sesta (e non ultima) release candidate. La RC7 esce solo due giorni dopo e risolve i problemi introdotti dalla RC6. Tuttavia lo script di aggiornamento automatico è stato sottoposto a un'ulteriore revisione post-RC7.
Il 9 dicembre 2007, in occasione del settimo compleanno del software e otto giorni dopo il lancio della RC8, viene annunciata la versione 3.0.0, che è stata distribuita in data 13 dicembre.

#### Nuove funzionalità phpBB3
Sono state aggiunte decine e decine di nuove funzionalità. Un assaggio di alcune, non necessariamente tra le più importanti, è riportato di seguito:
- Inserimento allegati
- Creazione di un numero illimitato di sub-forum
- Creazione di BBCODE personalizzati
- Friend & foes (amici ed utenti ignorati)
- Coda di moderazione (post che richiedono l'approvazione di un moderatore prima di essere visualizzati)
- Segnalazione di post o topic ai moderatori
- Avvertimenti e feedback sugli utenti da parte dei moderatori
- Ban temporaneo per gli utenti
- Segnalibri per i topic
- Bozze per l'inserimento di post
- Sistema di permessi molto più complesso e flessibile
- Feed RSS

Il pannello di controllo utente, il pannello di controllo moderatore ed il pannello di amministrazione, sono stati, inoltre, completamente ridisegnati, rendendoli più flessibili e moderni.
Questo elenco, assolutamente incompleto, non rende l'idea dell'enorme salto di qualità effettuato dal software tra la versione 2.0 e 3.0. Sul sito ufficiale è disponibile un elenco non esaustivo, ma molto più completo. Vedere la sezione "Collegamenti esterni".
Prima dell'uscita di phpBB 3.1.0 l'ultima versione stabile era la 3.0.12. A fine gennaio 2015, viene pubblicato phpBB 3.0.13 con la risoluzione di bug di sicurezza, sostituito pochi giorni dopo da phpBB 3.0.13-PL1. Contemporaneamente all'uscita della 3.1.4, il 4 maggio 2015, il team di sviluppo ha pubblicato phpBB 3.0.14, continuano quindi a dare supporto a chi prosegue con la linea 3.0.x per questioni di MOD o stili non ancora convertiti.
Dal 3 giugno 2016, la versione 3.0 smette di essere mantenuta, cessano gli aggiornamenti di sistema e di MOD/stili.
Il 2 dicembre 2016 termina il supporto ufficiale per phpBB Olympus.

### phpBB 3.1
phpBB 3.1 è la successiva versione della serie 3.x, ed è stata lanciata ufficialmente il 28 ottobre 2014 dopo 6 RC. Il suo nome in codice è Ascraeus.
Tale nuova serie incorpora un notevole numero di nuove funzionalità a quelle già presenti in phpBB 3.0. La novità più importante è la sostituzione delle MOD (modifiche al codice) con le estensioni (funzioni aggiuntive senza modifiche al codice). Altre importanti: layout responsive, gestione ajax di molte funzioni.
Pochi giorni dopo l'uscita ufficiale della versione 3.1.0, viene presentata la versione 3.1.1 con la risoluzione di una falla XSS trovata nella nuovissima versione. Il 25 novembre 2014 viene pubblicata ancora una nuova versione: 3.1.2 con la risoluzione di oltre 30 tra bug e problemi di sicurezza. Il 1º febbraio 2015 arriva phpBB 3.1.3, ancora una volta con correzioni di bug.
In questo periodo il Team di Sviluppo decide di cambiare metodo per il lancio di nuove versioni: ogni 2-3 mesi una versione con bug risolti e piccoli aggiornamenti, ogni anno una "grande versione" con nuove funzionalità (cambiando il secondo numerino della versione).
Il 4 maggio 2015, dopo 3 mesi dall'ultima versione, esce phpBB 3.1.4 contemporaneamente a phpBB 3.0.14 con la correzione dello stesso bug.
Il 16 giugno 2015 è il turno di phpBB 3.1.5; nel settembre 2015 esce phpBB 3.1.6.
phpBB 3.1.7-PL1 esce l'11 gennaio 2016, la 3.1.7 non verrà mai rilasciata pubblicamente perché contenente un bug critico. Ma, come emergerà presto, anche la 3.1.7-PL1 contiene alcuni bug non lievi: i nuovi utenti registrati non vengono automaticamente eliminati dal gruppo e rimangono con permessi limiti a oltranza, e i post non venivano permanentemente cancellati con l'apposito tasto.
Tutti questi bug sono stati risolti nella 3.1.8, uscita il 24 febbraio 2016.
Il 17 aprile 2016 viene rilasciato phpBB 3.1.9, seguito dalla versione 3.1.10 il 12 ottobre e dalla 3.1.11 del 16 luglio 2017, tutte versioni di manutenzione.
Il 31 dicembre 2017 è dichiarata la fine della manutenzione di phpBB 3.1, tuttavia il 7 gennaio, in concomitanza con il lancio della versione 3.2.2, viene rilasciata anche la versione 3.1.12, che è definitivamente l'ultimo aggiornamento della linea Ascraeus. Dall'annuncio ufficiale si apprende che la versione 3.1.12 è stata comunque rilasciata, nonostante fosse terminato il periodo di manutenzione della serie 3.1.x, poiché era già stata sviluppata in precedenza.
Il 1º luglio 2018 viene ufficialmente annunciata la fine di vita e terminato il supporto ufficiale della serie Ascraeus di phpBB.

### phpBB 3.2
Il 7 gennaio 2017 viene lanciato phpBB 3.2, nome in codice "Rhea". La nuova versione vede l'aggiunta di nuove funzionalità ma non una "rivoluzione" come era stato il passaggio dalla 3.0.x alla 3.1.x.
Il 16 luglio dello stesso anno arriva il primo aggiornamento minore della nuova serie 3.2 con risoluzione dei vari bug trovati e altre piccole modifiche di manutenzione.
Il 7 gennaio 2018 viene rilasciata la versione 3.2.2 che più che altro porta svariati bug fix.
Il 13 settembre 2018 viene rilascia la versione 3.2.3; una versione di manutenzione che ha corretto diversi bug.
Il 16 novembre 2018, è stata rilasciata la versione 3.2.4 che corregge, tra le altre cose, un problema di sicurezza di un certo rilievo. Tuttavia tale versione richiede due correzioni manuali postume indicate il giorno successivo al rilascio.
Il 22 dicembre 2018, è stata rilasciata la versione 3.2.5.
Il 29 aprile 2019, è stata rilasciata la versione 3.2.6; in tale versione, si sono evidenziati alcuni bug non gravi, per cui...
Il 5 maggio 2019, è stata rilasciata la versione 3.2.7, che corregge i bug presenti nella versione precedente.
Il 20 settembre 2019, è stata rilasciata la versione 3.2.8.
Il 6 gennaio 2020, è stata rilasciata la versione 3.2.9.
Il 7 agosto 2020. è stata rilasciata la versione 3.2.10.
Il 6 novembre 2020 è stata rilasciata la versione 3.2.11 (ultima stabile della serie 3.2.X)
La fine del supporto per la serie Rhea, è prevista per il 7 novembre 2020.

### phpBB 3.3
Il 6 gennaio 2020, è stata rilasciata la versione 3.3.0, col nome in codice Proteus.  Attualmente è questa l'ultima versione stabile (in riferimento alla serie 3.3.X). Questa nuova versione, si basa su Rhea, ma ne estende le funzioni. Tra i miglioramenti da segnalare, il supporto a Invisible reCAPTCHA e una migliorata gestione delle credenziali di accesso. La versione minima di PHP supportata è stata aumentata a PHP 7.1.3 ed è stato aggiunto il supporto per PHP 7.3 e PHP 7.4.  Ulteriori miglioramenti, da scoprire come si evince dal relativo annuncio di rilascio.
Il 7 agosto 2020 è stata rilasciata la versione 3.3.1
Il 6 novembre 2020 è stata rilasciata la versione 3.3.2
Il 29 gennaio 2021 è stata rilasciata la versione 3.3.3 (supporta mysql 8 e php 8)
Il 1 maggio 2021 è stata rilasciata la versione 3.3.4
Il 3 ottobre 2021 è stata rilasciata la versione 3.3.5
Il 15 marzo 2022 è stata rilasciata la versione 3.3.6 (supporta immagini SVG e WebP)
Il 17 marzo 2022 è stata rilasciata la versione 3.3.7
Il 26 giugno 2022 è stata rilasciata la versione 3.3.8
Il 28 novembre 2022 è stata rilasciata la versione 3.3.9 (supporta php 8.1)
Il 5 febbraio 2023 è stata rilasciata la versione 3.3.10: (attuale versione stabile supporta php 8.2)

### phpBB 4.0
Attualmente in lavorazione.

## CMS

### Portal XL
Portal XL è un Content Management System open source, basato su PHP, MySQL e phpBB.
Nasce dalla versione 3.0.x di phpBB, si avvale, come la maggioranza dei CMS, di un database e necessita per un uso ottimale di un server Linux. Il software installato su un server (anche in locale) è in grado di gestire la pubblicazione di contenuti, si basa sulla struttura portante di phpBB è uno strumento flessibile e potente, una soluzione di portale dinamica e avanzata, offre complete funzionalità e la configurazione via phpBB3 ACP in maniera rapida ed efficace. Portal XL 5.0 ~ Plain & Premod sono il valore aggiunto, offrono un portale frontend per il forum phpBB3. Portal XL 5.0 è testato per phpBB3.

#### Storia
Il progetto olandese nasce ufficialmente il 26 febbraio 2008 per volontà di DaMysterious e termina definitivamente il 31 marzo 2013. l'11 gennaio 2009 nasce il portale ufficiale Italiano di supporto a Portal XL. Ancora oggi, nonostante la chiusura del progetto olandese, Portal XL Italia continua lo sviluppo, pubblicando nuove versioni gratuite in lingua italiana e inglese. La comunità Portal XL Italia termina il suo progetto a marzo del 2019 a causa delle notevoli modifiche effettuate a phpBB. Le versioni sono ancora oggi esistenti su un dominio gratuito Portal XL Italia.
Portal XL è distribuito sotto licenza GNU General Public License.